# Yandex.Map Editor
Yandex.Map Editor è stato un servizio collaborativo progettato e distribuito da Yandex Il progetto era simile a OpenStreetMap, con la differenza che ogni contributo fornito volontariamente dagli utenti sarebbe restato di proprietà di Yandex, e permetteva di espandere e correggere le mappe schedate dal servizio di Yandex.Maps, creato e distribuito dalla stessa società. Le modifiche, prima di essere visibili a tutti, dovevano essere rivedute da altri utenti e convalidate dalla stessa Yandex, onde evitare vandalismi, doppioni ed errori.